# Born in the U.S.A.
Para el célebre sencillo véase: Born in the U.S.A. (canción).
Born in the U.S.A. —en español: Nacido en Estados Unidos— es el séptimo álbum de estudio del músico estadounidense Bruce Springsteen, publicado por la compañía discográfica Columbia Records en junio de 1984.
El álbum, grabado en los estudios Hit Factory de Nueva York entre enero de 1982 y marzo de 1984, supone el regreso de Springsteen a la música rock tras publicar Nebraska, un álbum orientado al folk. Sin embargo, Born in the U.S.A. mantiene la lírica de Nebraska al incluir letras sobre el pesimismo y el aislamiento, con canciones como «Born in the U.S.A.», que aunque puede confundirse como un himno patriótico, contiene una crítica a la participación de EE. UU. en la Guerra de Vietnam, y en concreto al trato dado por el país a los veteranos de dicho conflicto. Además, en comparación con trabajos como Born to Run y Darkness on the Edge of Town, el álbum incluyó un sonido más comercial, marcado por el uso de sintetizadores, que ayudaron a Springsteen a extender su creciente popularidad.
Born in the U.S.A. fue el álbum más vendido de 1985 en los Estados Unidos, así como el trabajo más exitoso a nivel comercial de Springsteen, con quince millones de copias vendidas en su país natal y en torno a las treinta millones de copias a nivel global. Además, produjo un total de siete sencillos que alcanzaron el top 10 en Estados Unidos, empatando con el álbum Thriller, de Michael Jackson, así como una gira mundial de dos años de duración. Fue también reconocido por la prensa musical como uno de los mejores trabajos de Springsteen.

## Historia
En 1981, Paul Schrader solicitó a Bruce Springsteen que compusiera música para una película con vistas a titularse Born in the U.S.A., y que se estrenó en 1987 con el título Light of Day. Poco después, cuando Springsteen estaba trabajando en una canción titulada «Vietnam», miró el guion y compuso «Born in the U.S.A.». La canción, con el nombre de trabajo de la película, ya estaba terminada durante las sesiones de grabación de Nebraska, y Springsteen quería meterla en el disco. Lo mismo ocurrió con otras canciones que grabó entre enero y febrero de 1982, como «Cover Me» y «I'm on Fire».
Entre abril y mayo, Springsteen compuso y grabó varias canciones con la intención de publicarlas en Nebraska en los estudios Power Station de Nueva York, como «Born in the U.S.A.», «Darlington County», «Working on the Highway», «Downbound Train» y «Glory Days». A mediados de 1982, antes de la publicación oficial de Nebraska, gran parte del álbum estaba prácticamente grabado. En mayo de 1983, Springsteen grabó otra canción, «My Hometown», en The Hit Factory, y a finales de año registró dos nuevos temas, «No Surrender» y «Bobby Jean».
Una adición de última hora fue «Dancing in the Dark», una canción que Jon Landau, representante y productor de Springsteen, le pidió para que tuviese un sencillo de gran éxito. Springsteen tuvo una discusión con Landau a raíz de su petición, pero acabó por componer «Dancing in the Dark» con una letra que reflejó su molestia por la discusión y su frustración por acabar la grabación del álbum. Según relató en el libro Songs: «Iba en la dirección de la música pop tal y como yo quería, y probablemente un poco más allá».
Una de las canciones que estuvieron a punto de quedar fuera de Born in the U.S.A. fue «No Surrender». Springsteen comentó que fue debido a que «no siempre te mantienes y triunfas todo el tiempo en vida. Te comprometes, sufres derrotas, te deslizas en zonas grises de la vida». Steve Van Zandt, guitarrista de la E Street Band, convenció a Springsteen de incluirla: «Discutió que el retrato de la amistad y la expresión de la canción sobre el poder del rock eran una parte importante del dibujo».
Born in the U.S.A. fue el primer disco compacto en ser manufacturado en los Estados Unidos, al abrir CBS la primera planta de manufacturación en Indiana en septiembre de 1984. Hasta entonces, los discos compactos habían sido importados desde Japón.

## Recepción
Born in the U.S.A. fue generalmente bien recibido por la prensa musical. En una reseña para la revista Rolling Stone, Dave Marsh definió el álbum como «la escucha más accesible desde Born to Run» y reconoció que Springsteen sabía «incorporar elementos del technopop sin sucumbir a las banalidades del género». Por otra parte, Debby Miller comentó que Springsteen había cogido canciones que fueron bien pensadas como en Nebraska con una producción más sofisticada y música animada, y que las cuatro últimas canciones de cada cara le dan una «extraordinaria profundidad» debido a sus letras.
Robert Hilburn de Los Angeles Times escribió que, con arreglos musicales «más ricos», Springsteen puede articular su mensaje a un público más amplio. John Swenson de Saturday Review le acreditó por enseñar un estilo compositivo más disciplinado en comparación con sus anteriores álbumes y por «defender los valores tradicionales del rock en un momento en el que pocas bandas nuevas mostraban interés en esa dirección». Robert Christgau, en su crítica para Village Voice, encontró la cosmovisión optimista del álbum como más honesta que las políticas unidimensionales de Nebraska, y remarcó que su música vibrante «me recuerda a que lo que los adolescentes amaban del rock and roll no era si era pegadiza o rítmica sino si simplemente sonaba bien».
Born in the U.S.A. fue votado el mejor álbum del año en la encuesta anual Pazz & Jop de la revista Village Voice, elaborada por críticos. Christgau, creador de la encuesta, también situó el álbum en el primer puesto de su propia lista, y escribió en un artículo que acompañó a Pazz & Jop que Springsteen había mejorado dejando de lado temas abatidos de nostalgia y perdedores por letras más duras y un mayor sentido del humor.
En una reseña publicada en 1990, Christgau escribió que, aunque parecía más conservador que su anterior trabajo, Born in the U.S.A. mostró a Springsteen evolucionando en lo que fue su «álbum más rítmicamente propulsivo, vocalmente incisivo, líricamente balanceado y comercialmente innegable». Greg Kot, en su columna de Chicago Tribune, definió Born in the U.S.A. como un «álbum de 11 millones de ventas con una conciencia». William Ruhlmann de Allmusic interpretó el álbum como una apoteosis para los personajes recurrentes de Springsteen en sus discos anteriores y comentó que Born in the U.S.A. «marcó la primera vez en que los personajes de Springsteen parecían disfrutar de la lucha y tener algo por lo que luchar». En 2003, Rolling Stone situó el álbum en el puesto 85 de la lista de los 500 mejores discos de todos los tiempos. En 2012, el álbum quedó en el puesto 35 de la lista de los mejores discos de la década de 1980, elaborada por la revista Slant.

## Lista de canciones
Todas las canciones escritas y compuestas por Bruce Springsteen. 
| Cara A |                          |          |  |
| N.º    | Título                   | Duración |  |
| 1.     | «Born in the U.S.A.»     | 4:42     |  |
| 2.     | «Cover Me»               | 3:23     |  |
| 3.     | «Darlington County»      | 4:51     |  |
| 4.     | «Working on the Highway» | 3:15     |  |
| 5.     | «Downbound Train»        | 3:40     |  |
| 6.     | «I'm on Fire»            | 2:42     |  |

| Cara B |                       |          |  |
| N.º    | Título                | Duración |  |
| 7.     | «No Surrender»        | 4:03     |  |
| 8.     | «Bobby Jean»          | 3:50     |  |
| 9.     | «I'm Goin' Down»      | 3:31     |  |
| 10.    | «Glory Days»          | 4:20     |  |
| 11.    | «Dancing in the Dark» | 4:04     |  |
| 12.    | «My Hometown»         | 4:32     |  |

## Personal
| Músicos - Bruce Springsteen: voz, guitarra acústica y guitarra eléctrica. - E Street Band - Roy Bittan: Sintetizadores, piano - Clarence Clemons: saxofón, percusión y coros. - Danny Federici: órgano, glockenspiel, sintetizadores y piano en «Born in the U.S.A.» - Garry Tallent: bajo y coros. - Steve Van Zandt: guitarra acústica, mandolina y coros. - Max Weinberg: batería y coros. - Richie "La Bamba" Rosenberg: coros en «Cover Me» y «No Surrender». - Ruth Davis: coros en «My Hometown» | Equipo técnico - Bob Clearmountain: mezclas - John Davenport: ingeniero asistente. - Jeff Hendrickson: ingeniero asistente. - Andrea Klein: diseño de portada. - Bruce Lampcov: ingeniero asistente. - Annie Leibovitz: fotografía - Bob Ludwig: masterización - Bill Scheniman: ingeniero de sonido - Toby Scott: ingeniero de sonido. - Billy Straus: ingeniero asistente. - Zoe Yanakis: ingeniero asistente. |

## Posición en listas
| Año  | País                | Lista                       | Posición |
| ---- | ------------------- | --------------------------- | -------- |
| 1984 | Alemania Occidental | Media Control Albums Charts | 1        |
| 1984 | Australia           | ARIA Albums Charts          | 1        |
| 1984 | Canadá              | RPM Albums Chart            | 1        |
| 1984 | Estados Unidos      | Billboard 200               | 1        |
| 1984 | Francia             | SNEP Albums Chart           | 2        |
| 1984 | Irlanda             | Irish Albums Chart          | 11       |
| 1984 | Italia              | Italian Albums Chart        | 2        |
| 1984 | Japón               | Oricon LP Chart             | 6        |
| 1984 | Noruega             | VG-lista Albums Chart       | 1        |
| 1984 | Nueva Zelanda       | New Zealand Top 40 Albums   | 1        |
| 1984 | Países Bajos        | Mega Album Top 100          | 1        |
| 1984 | Reino Unido         | UK Album Chart              | 1        |
| 1984 | Suecia              | Albums Top 60               | 1        |

| Año  | Sencillo              | Lista                     | Posición más alta |
| ---- | --------------------- | ------------------------- | ----------------- |
| 1984 | «Dancing in the Dark» | Billboard Mainstream Rock | 1                 |
| 1984 | «Dancing in the Dark» | Billboard Hot 100         | 2                 |
| 1984 | «Dancing in the Dark» | RPM Singles Chart         | 3                 |
| 1984 | «Cover Me»            | Billboard Mainstream Rock | 2                 |
| 1984 | «Cover Me»            | Billboard Hot 100         | 7                 |
| 1984 | «Cover Me»            | RPM Singles Chart         | 12                |
| 1984 | «Born in the U.S.A.»  | Billboard Mainstream Rock | 8                 |
| 1984 | «Born in the U.S.A.»  | Billboard Hot 100         | 9                 |
| 1984 | «Born in the U.S.A.»  | RPM Singles Chart         | 11                |
| 1985 | «I'm on Fire»         | Billboard Mainstream Rock | 4                 |
| 1985 | «I'm on Fire»         | Billboard Hot 100         | 6                 |
| 1985 | «I'm on Fire»         | RPM Singles Chart         | 12                |
| 1985 | «Glory Days»          | Billboard Mainstream Rock | 4                 |
| 1985 | «Glory Days»          | Billboard Hot 100         | 6                 |
| 1985 | «Glory Days»          | RPM Singles Chart         | 12                |